# Ouled Sabor
Ouled Sabor (em árabe: أولاد صابر), também escrito Ouled Saber, é uma comuna localizada na província de Sétif, Argélia. Sua população estimada em 2008 era de 12 510 habitantes.